# 대한민국 제20대 대통령 선거 진보당 후보 선출
진보당 제20대 대통령 후보 선출은 대한민국 제20대 대통령 선거에 입후보할 진보당 후보자 선출을 위해 실시된 경선이다.

## 경과
2021년 7월 28일 진보당은 대한민국 제20대 대통령 선거 후보 선출을 위하여 경선 일정을 공고했다.
상임대표 김재연 후보가 단독 후보로 나섰다. 9월 3일 온라인과 ARS 투표 결과, 합계 찬성률 92.56%로 김재연 후보가 진보당의 대선 후보자로 선출되었다.

## 후보자
| 진보당 제20대 대통령 선거 경선 후보 | 진보당 제20대 대통령 선거 경선 후보 | 진보당 제20대 대통령 선거 경선 후보 | 진보당 제20대 대통령 선거 경선 후보 |
| 후보                                | 생년                                | 경력                                | 비고                                |
| ----------------------------------- | ----------------------------------- | ----------------------------------- | ----------------------------------- |
| 김재연                              | 1980년                              | 제19대 국회의원 진보당 상임대표     |                                     |

## 일정
- 7월 20일: 출마예정자 자격심사 공고
- 7월 27일: 선거인 명부 작성
- 7월 28일: 출마예정자 자격심사 실시
- 7월 31일: 선거인 명부 공고
- 8월 5일~8월 6일: 경선 후보자 등록
- 8월 7일~8월 28일: 경선 선거 운동 실시
- 8월 29일~9월 3일: 경선 투표 실시(온라인·ARS)
- 9월 3일: 경선 실시, 최종후보자 발표

## 결과
8월 29일부터 9월 3일까지 온라인 투표와 ARS 투표를 거쳐 조사한 결과 총 유권자 중 40,164명으로 그 중에서 27,522명이 투표하여 투표율 68.52%를 기록했다. 김재연 단독후보에 관한 투표 결과 찬성이 온라인 투표 23,600표를 득표하여 92.77%, ARS 투표 1,874표를 득표하여 89.92%를 달성하였다. 그 결과 김재연 단독후보가 진보당 최종후보자로 선출되었다.
| 찬반 | 온라인 | ARS    | 득표수 |
| ---- | ------ | ------ | ------ |
| 찬성 | 23,600 | 1,874  | 25,474 |
| 찬성 | 92.77% | 89.92% | 92.56% |
| 반대 | 1,838  | 210    | 2,048  |
| 반대 | 7.23%  | 10.08% | 7.44%  |
| 계   | 25,474 | 2,048  | 27,522 |

## 같이 보기
- 대한민국 제20대 대통령 선거